# بلا ویستا، بولیوی
بلا ویستا (به اسپانیایی: Bella Vista) یک منطقهٔ مسکونی در بولیوی است که در استان ایتنز واقع شده‌است. بلا ویستا ۱۴۸ متر بالاتر از سطح دریا واقع شده‌است.